# Ендрю Яо
Ендрю Цічжи Яо (кит.: 姚期智; піньїнь: Yáo Qīzhì; 24 грудня 1946) — видатний вчений у галузі інформатики і теорії алгоритмів. Яо використав мінімаксну теорему, щоб довести те, що зараз відомо як принцип Яо.

## Біографія
Яо народився в Шанхаї, Китай. Він отримав вищу освіту з фізики в Національному університеті Тайваню, та захистив кандидатську дисертацію з фізики в Гарвардському університеті в 1972 році, а потім другу кандидатську в області комп'ютерних наук в Іллінойському університеті в Урбана-Шампейн.
У 1996 році він був удостоєний премії Кнута. Він отримав премію Тюрінга, найпрестижнішу нагороду в галузі комп'ютерних наук, в 2000 році, «на знак визнання його фундаментального внеску у теорію обчислень, в тому числі у заснованому на понятті складності обчислень теорії генератора псевдовипадкових чисел, криптографії, і комунікаційної складності».
З 1982 по 1986 роки він був професором у Стенфордському університеті. З 1986 по 2004 роки він був професором інженерії та прикладних наук у Принстонському університеті, де він продовжував працювати над дослідженням алгоритмів і теорією складності обчислення. У 2004 році він став професором Центру перспективних досліджень Університету Цінхуа (CASTU) та директором Інституту теоретичної інформатики (ІТКМ) Університету Цінхуа в Пекіні. Зараз він є почесним професором з особливих доручень у Китайському університеті Гонконгу.
Він є членом американської Національної академії наук, член Американської академії мистецтв і наук, співробітником Американської асоціації сприяння розвитку науки, членом Асоціації обчислювальної техніки, а також іноземним членом Китайської академії наук. Його дружина, Френсіс Яо, також відома науковиця в галузі комп'ютерних наук.